# Лампа с полым катодом
Лампа с полым катодом — специальный вид ламп, используемый в атомно-абсорбционной спектрометрии (ААС) как источник излучения с линейчатым спектром и для настройки частоты у лазерных источников.
Лампы с полым катодом, как правило, представляют собой  стеклянный или кварцевый баллон, который заполнен инертным газом под низким давлением. Внутри этого баллона находятся два электрода — катод и анод. Катод имеет вогнутую форму и изготавливается из чистого металла. При подаче напряжения на электроды возникает тлеющий разряд с формированием положительно заряженных ионов газа-буфера. Эти ионы бомбардируют поверхность катода, выбивая из него атомы металла в газовую фазу. За счет столкновений с другими атомами они переходят в возбужденное состояние. При релаксации происходит процесс излучения света с длиной волны, характерной для соответствующего перехода электронов атома металла.
Таким образом, спектром излучения лампы с полым катодом является атомный спектр материала катода, который включает линии, испускаемые возбужденными атомами газа-наполнителя. Из этого спектра с помощью дифракционного монохроматора выделяется одна наиболее интенсивная линия, которая и применяется в определении элемента атомно-абсорбционным методом.
Основной недостаток таких ламп — возможность определения только одного элемента, однако существуют и многоэлементные лампы, в которых катод выполнен из сплава нескольких металлов, но они, по сравнению с обычными одноэлементными лампами,  обладают худшими эксплуатационными характеристиками.
Лампы с полым катодом является наиболее широко распространенным в ААС источником света. Такие лампы выпускаются для более чем 60 элементов, которые охватывают диапазон длин волн от 193,7 нм (As) до 852,1 нм (Cs).